# Mhlambanyatsi Rovers FC
Der Mhlambanyatsi Rovers Football Club ist ein Fußballverein aus Mhlambanyatsi, Eswatini.

## Geschichte
Der Verein spielte mehrere Jahre in der Premier League of Eswatini. 1995 konnte man zum einzigen Mal den Swazi Cup gewinnen. 2004 gelang dem Klub der größte Erfolg, als man überraschend die Meisterschaft gewinnen konnte. Aktuell spielt der Verein in der Swazi Second Division. Durch die Erfolge qualifizierte er sich für die afrikanischen Wettbewerbe, schied aber knapp bereits in der ersten Spielrunde aus.

## Erfolge
- Premier League: 2004
- Swazi Cup: 1995

## Stadion
Der Verein trägt seine Heimspiele im Bhunya Stadium aus.

## Statistik in den CAF-Wettbewerben
| Wettbewerb                    | Runde         | Gegner         | Hinspiel | Rückspiel |  |
| ----------------------------- | ------------- | -------------- | -------- | --------- |  |
|                               |               |                |          |           |  |
| African Cup Winners’ Cup 1996 | Qualifikation | Notwane FC     | 0:2 (A)  | 0:2 (H)   |  |
| CAF Champions League 2005     | Qualifikation | Ajax Cape Town | 0:1 (A)  | 1:1 (H)   |  |